# 黃虎印
《黃虎印》是台灣小說家姚嘉文的經典作品，屬於《台灣七色記》系列的第四部曲。本書為以臺灣民主國為歷史背景的歷史小說，內容主要以黃虎金印之鑄製及輾轉流落，描述臺灣民主國抗日之經過與民情。並且透過清朝官宦之女－許白露與台灣羅漢腳－楊太平的情愛糾葛，以及太平天國天兵長短腳與日本和尚悟野的思想對比衝激，交織出此蕩氣迴腸的悲壯史詩。

## 故事內容與背景
清日甲午戰爭，滿清戰敗，清廷派李鴻章至馬關議和，簽訂《馬關條約》，割讓放棄對台灣與澎湖列島的主權，全台紳民激憤，由是推舉唐景崧為首，成立「臺灣民主國」，製「黃虎旗」，鑄製國印「黃虎印」，遙奉滿清正朔。掌印官許大印之獨生女－許白露，與義勇營鄉勇－楊太平雖情投意合，但楊太平入巡撫衙門別有目的，並未坦承，日夜苦惱之際，只有祈禱愈晚收到長短腳的通知，以求得多一點時間和許白露相處。

## 章回篇目
- 第一章 〈基隆河〉
- 第二章 〈獅球嶺〉
- 第三章 〈台北城〉
- 第四章 〈滬尾港〉
- 第五章 〈大稻埕〉
- 第六章 〈新店溪〉
- 第七章 〈觀音山〉
- 第八章 〈深坑口〉